# Mittaghorn (Lauterbrunnen)
De Mittaghorn is een drieduizender met een hoogte van 3.893 m in de Zwitserse Berner Alpen op de grens van de kantons Bern en Wallis.
De top steekt slechts iets boven de bergkam uit en is bedekt met ijs en firn. Van aan de top heeft de Mittaghorn drie duidelijk geprononceerde bergkammen naar het westen, noorden en zuidoosten. De zuidoostelijke bergkam heet Anungrat en leidt naar beneden naar de Lötschenlücke, een pas op 3164 meter boven zeeniveau, waar de Hollandiahütte zich bevindt. Deze berghut is een belangrijke uitvalsbasis voor de beklimming van de Mittaghorn.
Op 19 augustus 1878 werd de berg een eerste maal beklommen door Charles Montadon, A. Ringier en Adolf Rubin langs een route over de zuidoostelijke bergkam.

## Werelderfgoed
De Mittaghorn is in december 2001 opgenomen op de UNESCO werelderfgoedlijst als onderdeel van de natuurerfgoed inschrijving Zwitserse Alpen Jungfrau-Aletsch erkend tijdens de 25e sessie van de Commissie voor het Werelderfgoed in Helsinki. De site wordt erkend als toonbeeld van de vorming van de Hoge Alpen, met de meeste gletsjers en de grootste gletsjer in Eurazië. Het Alpengebied beschikt over een grote diversiteit aan ecosystemen, met inbegrip van successiestadia (voornamelijk door de terugtrekking van gletsjers als gevolg van de klimaatverandering). De plek is van universele waarde, vanwege zowel haar schoonheid als de schat aan informatie over de vorming van bergen en gletsjers, maar ook vanwege klimaatveranderingen en ecologische en biologische processen.